# San Sebastián de los Reyes

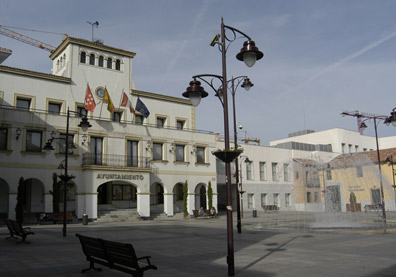
San Sebastián de los Reyes

San Sebastián de los Reyes je španělské město, ležící 18 kilometrů severně od Madridu. San Sebastián de los Reyes je centrem obchodu a lehkého průmyslu.

## Partnerská města
- Baunatal, Hesensko, Německo